# Bistum Mindat
Das Bistum Mindat (lateinisch Dioecesis Mindatensis) in Myanmar ist ein römisch-katholisches Bistum mit Sitz in Mindat im Chin-Staat.

## Geschichte
Papst Franziskus errichtete das Bistum am 25. Januar 2025 aus Gebietsabtretungen des Bistums Bistums Hakha und unterstellte es dem Erzbistum Mandalay als Suffragandiözese. Kathedrale des neuen Bistums wurde die bisherige Pfarrkirche Most Sacred Heart of Jesus in Mindat. Zum ersten Bischof ernannte der Papst mit gleichem Datum Augustine Thang Zawm Hung.

## Territorium
Das Bistum umfasst den südlichen Teil des Chin-Staats und die Magwe-Region.